# 횡성 압곡리 백로와 왜가리 번식지
횡성 압곡리 백로와 왜가리 번식지는 대한민국 강원특별자치도 횡성군 서원면 압곡리에 있는, 백로와 왜가리의 번식지이다. 대한민국의 천연기념물 제248호로 지정되어 있다.
이 번식지는 마을 서쪽에 있는 영산과 북쪽의 압산에 있다. 예전엔 대부분 왜가리 집단이 번식하였으나, 지금은 중대백로가 번식 집단의 대부분을 차지하고 있다.